# Bohumír Smutný
Bohumír Smutný (* 13. ledna 1944 v Pelhřimově) je archivář a historik.

## Život
Doc. PhDr. Bohumír Smutný, Dr., byl za doby normalizace perzekvován. Než se stal novinovým korektorem v n. p. Tisk Brno, musel pracovat jako dělník v průmyslovém podniku. Přitom však soukromě neustal vědecky pracovat a publikovat. Jeho aktivity se však mohly plně rozvinout až po roce 1989. Specializuje se na historické práce z oboru hospodářských a sociálních dějin 18. a 19. století, z dějin textilní výroby, regionálních dějin jihozápadní Moravy.
Pracuje v Moravském zemském archivu Brno jako vedoucí oddělení správy a zpracování fondů a správce rodinných archivů. Jeho manželkou byla PhDr. Kateřina Smutná, ředitelka MZA.
V letech 1999-2000 působil na Filozofické fakultě Masarykovy univerzity a do podzimu roku 2010 přednášel na téma Dějiny českých zemí v 19. století a Otázky a problémy proto-industrializace a průmyslové revoluce. 1. 8. 2000 tam byl jmenován docentem. Byl oponentem závěrečných doktorských prací 27. 4. 2010 a 29. 4. 2010. Je členem oborové rady Hospodářské a sociální dějiny Ostravské univerzity v Ostravě.
V Muzejní a vlastivědné společnosti v Brně byl na volební období 2010–2014 a 2014–2018 zvolen do předsednictva výboru MVS jako jednatel a zapisovatel. Od roku 1988 přispívá do jejího Vlastivědného věstníku moravského Je členem redakční rady Muzea Podkrkonoší v Trutnově, v jehož sbornících Krkonoše – Podkrkonoší začal publikovat již v roce 1969. Je členem redakční rady časopisu Jižní Morava. Je členem redakční rady Vlastivědného sborníku Vysočiny, oddělení věd společenských. Je místopředsedou Výboru Matice moravské.
29. 8. 2013 byl podán návrh na udělení Ceny města Brna Bohumíru Smutnému v oboru společenské vědy.

## Dílo
- První roky republiky (1917) 1918-1921: archivní dokumenty Východočeského kraje. Hradec Králové: Východočeský krajský výbor KSČ, 1968, 161 s.
- J. A. Kluge, Horní Staré Město: 1867–1946: inventář. Trutnov: Podnikový archív Texlen, 1982, 80 s.
- Rafinerie cukru v Dačicích (1833–1852). Praha: Ústav československých a světových dějin Československé akademie věd, 1984, s. 49–139.
- Staré Hobzí: 1190–1990. Staré Hobzí: Místní národní výbor, 1990, 220 s. (Spoluautor SMUTNÁ, Kateřina.)
- Po stopách kostky cukru v Dačicích: (o jednom světovém prvenství...). Dačice: Městský úřad, 1995, 68 s.
- Rodinný archiv Ugartů: (1480) 1644–1843. Brno: Moravský zemský archiv, 1996, 235 s.
- Rodinný archiv Widmannů a Scharfensteinů-Pfeilů 1435–1945. Brno: Moravský zemský archiv, 1997, 230 s., příl.
- Morava za jarní válečné kampaně v roce 1757: (edice korespondence adresované svob. p. Jindřichu Kajetánu Blümegenovi v Měsíci dubnu až červnu 1757). Brno: Moravský zemský archiv, 1998, 56, [1] s.
- Loscani a Chamaré o východočeském plátenictví: studie o hospodářské politice habsburské monarchie mezi slezskými válkami a válkou sedmiletou a edice korespondence z let 1754–1757. Zámrsk: Státní oblastní archiv, 1998, 247 s.
- 100 let místní dráhy Kostelec–Třešť–Telč: 1898–1998. Telč: MSVSP ČSD, 2000, 77 s., [4] s. barev. obr. příl. (Spoluautor CILA, Richard.)
- Technické památky v Čechách, na Moravě a ve Slezsku, 11. díl, H–O. Nakladatelství Libri: Praha 2002. (Spoluautor.)
- Rodinný archiv Podstatských-Thonsenů [i.e. Thonsernů] Litenčice: G 148: 1635-1942: inventář. Brno: Moravský zemský archiv, 2004, 160 s., [10] s. obr. příl. ISBN 80-239-5391-5.
- …z lásky k umění a sobě pro radost. Umělecká sbírka Heinricha Gomperze (1843–1894). Brno: 2004. (Spoluautor.)
- Člověk na Moravě 19. století. L. Fasora, J. Hanuš, J. Malíř (eds.). Brno: Centrum pro studium demokracie a kultury. 2004. (Spoluautor.)
- Rodinný archiv Laudonů Bystřice pod Hostýnem: (1608) 1674–1945: inventář: G 194. Brno: Moravský zemský archiv, 2005, 229 s., [6] l. příl. ISBN 80-86931-07-2.
- NEKUDA, Vladimír. Vlastivěda moravská Dačicko Slavonicko Telčsko. Brno: Muzejní spolek Brno, 2005. ISBN 80-7275-059-3. (Spoluautor)
- Krkonoše – příroda, historie, život. Baset: 2007. 864 s. 978-80-7340-104-7. (Spoluautor.)
- Moravský Krumlov ve svých osudech. 2009. (Spoluautor.)
- Dějiny Jemnice. Jemnice: Město Jemnice, 2010, 671 s., xxxii s. barev. obr. příl. ISBN 978-80-254-8682-5. (Spoluautoři ČEHOVSKÝ, Petr a KALÁB, Jaroslav.)
- Kralice nad Oslavou. Obec Kralice nad Oslavou ve spolupráci s nakladatelstvím Centa spol. s r. o. Kralice nad Oslavou: 2011. 526 s. ISBN 80-86785-17-3. (Spoluautor.)
- Rodinný archiv Belcrediů Brno-Líšeň: 1572–1948: inventář: G 367. Brno: Moravský zemský archiv v Brně, 2011, 2 sv. (445 s., s. 447–908). ISBN 978-80-86931-65-4.
- Brněnští podnikatelé a jejich podniky: 1764–1948: encyklopedie podnikatelů a jejich rodin. Brno: Statutární město Brno, 2012, 518 s. ISBN 978-80-86736-28-0.
- Po stopách kostky cukru v Dačicích: (o jednom světovém prvenství). 2., dopl. vyd. Dačice: Městské muzeum a galerie Dačice, 2013, 117 s. ISBN 978-80-904500-0-4.
- K historii průmyslu, exaktních věd a techniky na Moravě a ve Slezsku I. Od konce 18. století do roku 1918. Technické muzeum v Brně. Brno: 2013. ISBN 978-80-86413-66-2. (Spoluautor.)
- Bibliografie Dačicka a Slavonicka. Moravská zemská knihovna v Brně: 2013. (Spoluautor KUBÍČEK, Jaromír.)